# Казімеж Ян Дунін-Карвіцький
Казімеж Кшмштоф Ян Непомуцен Дунін-Кавіцький (пол. Kazimierz Krzysztof Jan Nepomucen Dunin-Karwicki; 1796 — 1852)  — польський поміщик часів Російської імперії.

## Життєпис
Походив з Мізоцької (Волинської) гілки польського шляхетського роду Дуніних-Карвіцьких гербу Лебідь. Син Кшиштофа Дунін-Карвіцького, генерал-лейтенанта коронних військ, та Францишки Малаховської. Народився 1796 року у м. Мізоч. 1813 року помирає його батько. До настання повноліття перебував під опікою матері, яка керувала родинними маєтностями Дунін-Карвіцьких. Стрийня — Ізабелла Свейковська — отримала села Буща й Мости разом із частинами сіл Борщівка, Велика Мощаниця і Ступно.
Оженився на представниці роду Ржищевських, отримавши багатий посаг. 1822 року стає камер-юнкером імператорського двору. 1827 року призначається членом навчальної комісії Київського генерал-губернаторства. 1833 року звернувся до Міністерства внутрішніх справ з проханням надати костелові Ян Непомуцького в Мізочі статус парафіяльного. Його підтримував луцький римо-католицький єпископ Міхал Пивницький. Але прохання було відхилено через замалу кількість офіційних римо-католиків.
Активно намагався знаходити нові джерела доходів у своїх володіннях, відкриваючи невеликі підприємства, котрі переробляли сировину місцевого
походження. У 1842 році відмічено функціонування скляного заводу, який щороку давав продукції на суму 1 380 руб, а в 1857 році — шкіряний завод, обсяг виробництва якого складав 150 руб. на рік.

## Власність
Під час проведення інвентарної реформи в 1840-х роках вказав, що в Мізоцькій волості налічується 162 тяглих і 108 піших дворів. Уся волость здана в посесію на 12 років шляхтичеві Карлу Нико.

## Родина
Дружина — Клементина, донька графа Габріеля Ржищевського.
Діти:
- Юзеф (1833—1910) — польський письменник, краєзнавець, енциклопедист, мемуарист;
- Кшиштоф (1835—1836);
- Целестина Францішка Анна (1839—1902) — дружина Альфреда Водзіцького;
- Францішек Владислав Фелікс (1843—1900) — власник Полонного.